# Монгумба
Монгумба (фр. Mongoumba) — город на юге Центральноафриканской Республики, на территории префектуры Лобае.

## География
Абсолютная высота — 337 метров над уровнем моря. Город расположен на берегу реки Убанги, на границе с Республикой Конго и с ДРК.

## Население
По данным на 2021 год численность населения составляет 9985 человек.
Динамика численности населения города по годам:
| 1988  | 2013   | 2021 |
| ----- | ------ | ---- |
| 7 700 | 15 367 | 9985 |